# المستشار المالي لرئيس الأركان (إسرائيل)

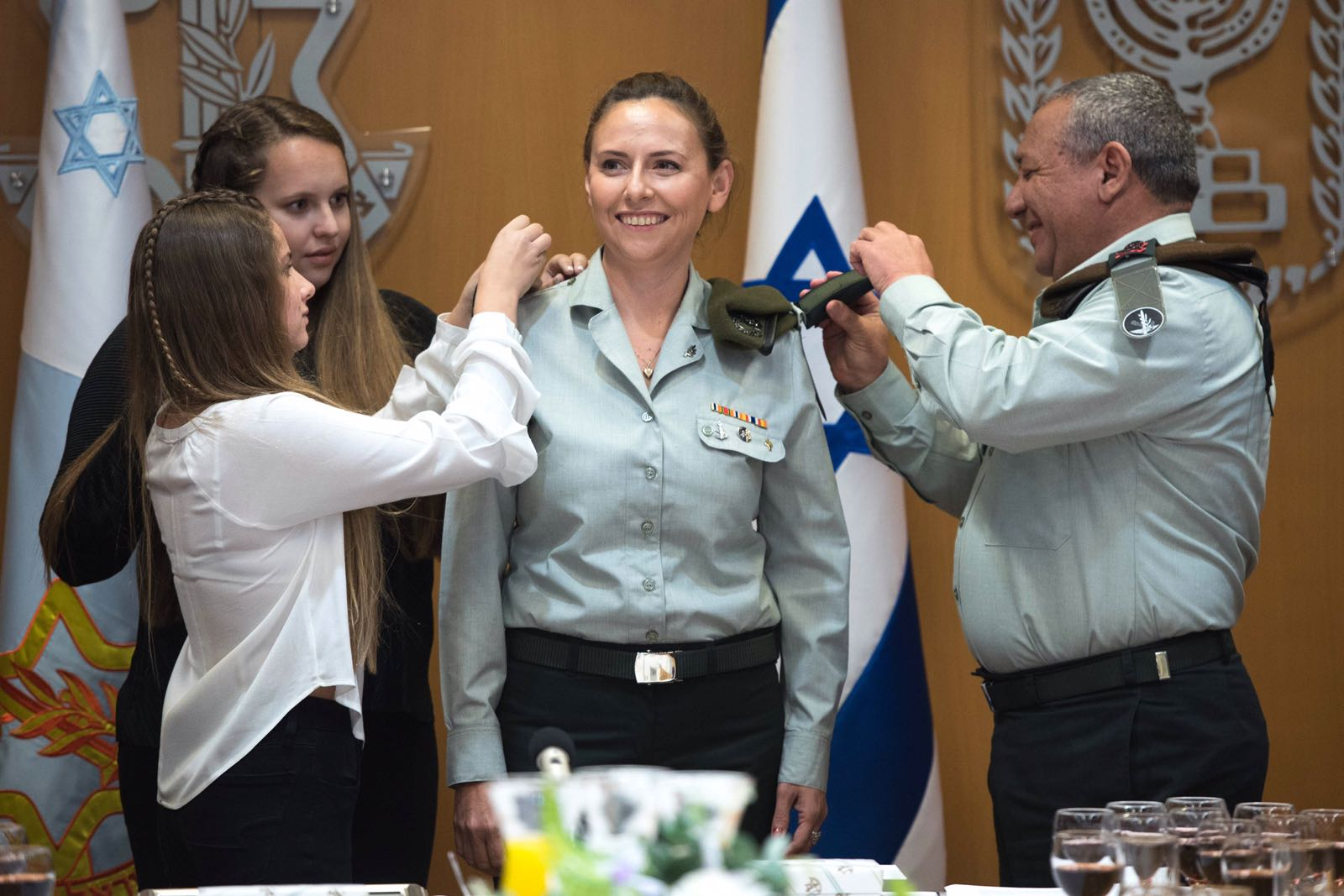

المستشار المالي لرئيس الأركان هو الدور الذي يضطلع به رئيس مديرية الموازنة في وزارة الدفاع الإسرائيلية. يتولى المستشار مسؤولية التعامل مع الموازنة لأسلحة الجيش الإسرائيلي والتخطيط المالي للجيش والتنسيق مع وزارة المالية اعتبارا من كانون الثاني / ، المستشار الحالي هو التات آلوف (عميد) أريئيلا لازاروفيتش منذ يناير 2018